# Лоома
Лоома — язык народа лома, один из языков манде. Распространён в Гвинее (около 220 тыс. носителей по данным 2012 года; провинция Нзерекоре, префектура Масента) и Либерии (около 195 тыс. носителей по данным 2012 года; графство Лофа). Официального статуса язык не имеет. В Гвинее на нём ведётся радиовещание. На лоома протестантскими миссионерами, преимущественно в Либерии, издаётся литература религиозной и светской тематики. Также издаётся учебная литература.
Письменность базируется на латинской основе. Первоначально письменность была создана американскими миссионерами в Либерии. В Гвинее алфавит для лоома был создан в 1967 году и включал следующие буквы: a b bh d dh dy e è ë f g gb gh gw i k kp kw l m n nh nw ny o ö p s t u v vh w y z. Тона на письме не обозначались. В 1989 году гвинейский вариант алфавита был реформирован и максимально сближен с алфавитом либерийских лоома. Ныне гвинейский вариант алфавита содержит следующие знаки: A a, B b, Ɓ ɓ, D d, Ɗ ɗ, E e, Ɛ ɛ, Ǝ ǝ, F f, G g, Gb gb, Gw gw, Ɠ ɠ, I i, J j, K k, Kp kp, Kw kw, L l, M m, N n, Nw nw, Ɲ ɲ, Ŋ ŋ, O o, Ɔ ɔ, P p, S s, T t, U u, V v, Ʋ ʋ, W w, Y y, Z z. Долгие гласные обозначаются путём удвоения буквы. Назализация обозначается добавлением буквы n после гласной (в Либерии — тильдой над буквой). В Либерии вместо Ɠ ɠ используется Ɣ ɣ.
В 1930-е годы в Либерии местные жители Уидо Зобо (Wido Zoɓo) и Мориба создали оригинальную слоговую систему письма для лоома. Она включала не менее 185 знаков и записывалась слева направо. Письменность получила некоторое распространение среди либерийских лоома, в меньше степени и среди гвинейских, но к настоящему времени она вышла из употребления.

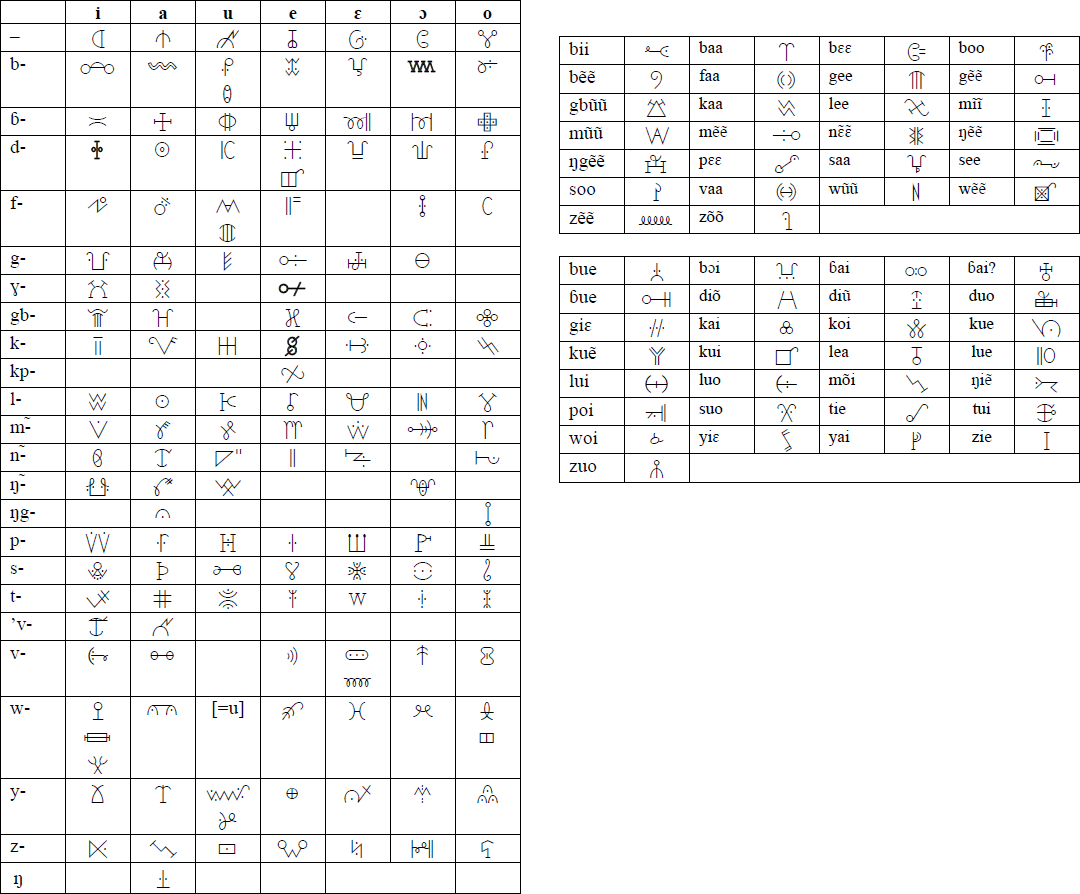
Силлабарий лоома